# Lei da frontalidade

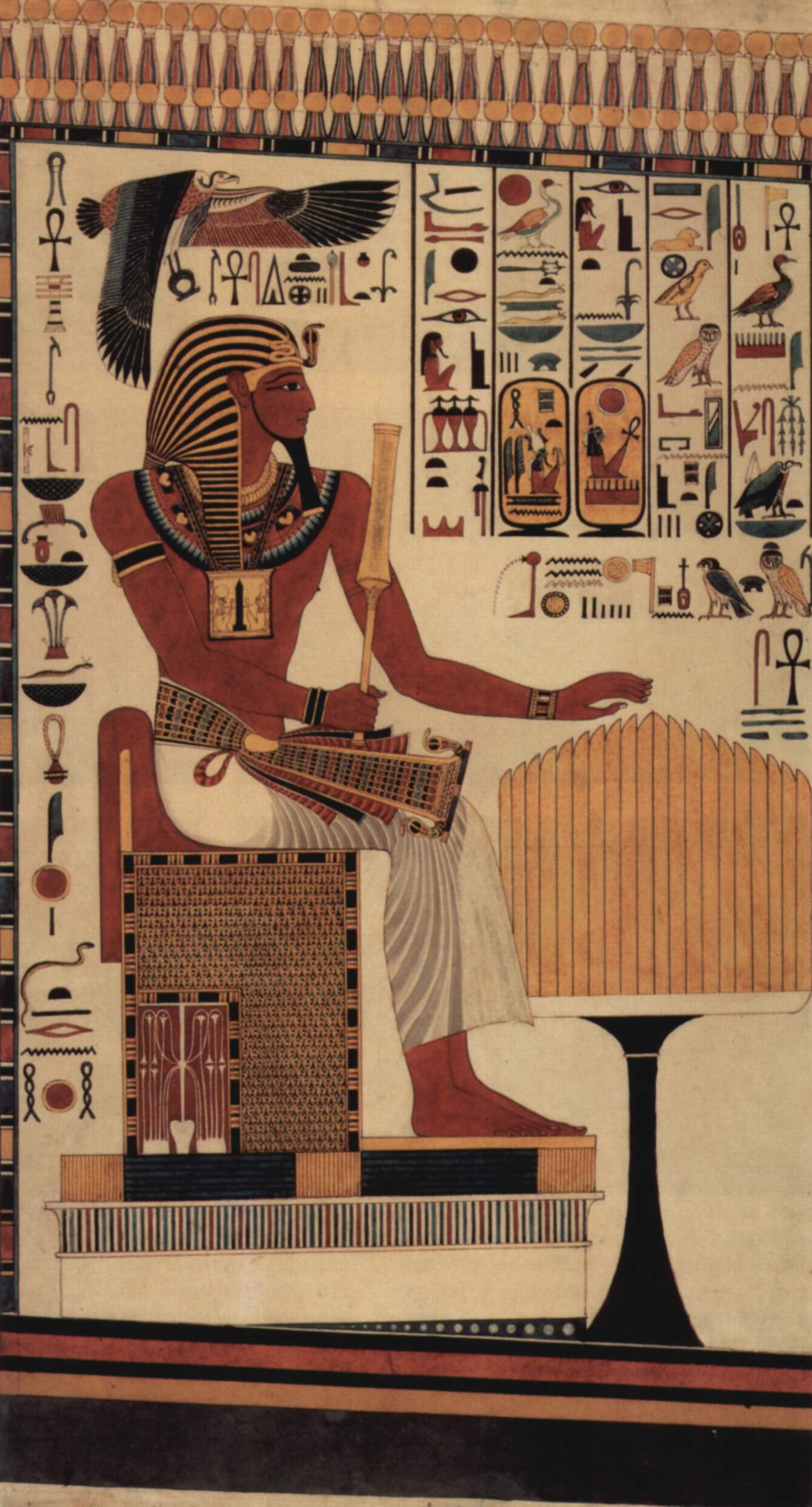
Cópia de uma pintura mural no túmulo de Setos I onde foi aplicada a lei da frontalidade.

A Lei da Frontalidade, ou frontalismo, é um dos costumes mais intrigantes da arte do Antigo Egito. Esse costume reflete a maneira estranhamente peculiar pela qual os egípcios antigos faziam suas representações, mais especificamente da figura humana.
Numa primeira análise, julgou-se que esta forma de retratação estaria ligada à incapacidade ou ingenuidade do desenhista. De acordo com análises posteriores, no entanto, chegou-se à conclusão de que existiriam outras razões para este fenômeno.

## Características
A Lei da Frontalidade funda-se no princípio de valorizar o aspecto que mais caracteriza cada elemento do corpo humano. Desenhado de perfil, o rosto é mostrado ao máximo. De frente, se resume a uma oval. No rosto de perfil, o olho é representado de frente, por ser este seu aspecto mais característico e revelador. O tórax também apresenta-se de frente, e as pernas e os pés, onde apenas se vê o dedo grande, são vistos de perfil. 

## Outras áreas de aplicação
Dentro do teatro, a Lei da Frontalidade regeu princípios. Os atores não davam as costas ao público, os fotógrafos de jardins também estiveram presos por um bom tempo à Lei da Frontalidade. O cinema foi a primeira arte a abandonar o frontalismo, por conta da mobilidade da câmera, que permite o uso dos mais diversos ângulos de visão.